# Pleurobranchidae
Pleurobranchidae es una familia de moluscos de la clase Gastropoda.

## Géneros
- Bathyberthella Willan, 1983
- Berthella Blainville, 1824
- Berthellina Gardiner, 1936
- Boreoberthella Martynov & Schrödl, 2009
- Pleurehdera Ev. Marcus & Er. Marcus, 1970
- Pleurobranchus Cuvier, 1804
- Tomthompsonia Wägele & Hain, 1991

- Esta obra contiene una traducción  derivada de «Pleurobranchidae» de Wikipedia en neerlandés, publicada por sus editores bajo la Licencia de documentación libre de GNU y la Licencia Creative Commons Atribución-CompartirIgual 4.0 Internacional.

- Datos: Q3167714
- Multimedia: Pleurobranchidae / Q3167714
- Especies: Pleurobranchidae